# 필리핀 총대주교 대리구
필리핀 총대주교 대리구(영어: Exarchate of the Philippines, 타갈로그어: Eksarkado ng Filipinas, 스페인어: Exarcado de Filipinas, 그리스어: Εξάρχεια των Φιλιππίνων)는 동방 정교회 콘스탄티노폴리스 세계총대주교청 홍콩-동남아시아 정교회 수도 대교구 소속 기독교 공동체이다. 당 대리구는 필리핀에 5개 성당, 3개 예배실을 보유하고 있다. 

## 역사
아다모풀로스(Adamopoulos)는 1989년 필리핀에 그리스 정교회를 설립해야 한다고 보고 그리스 정교회 법인을 설립했지만 교회가 완공되기 전인 1993년에 사망했다. 메트로 마닐라 파라냐케에 있는 수태고지 정교회 성당은 1996년에 완공되었다. 이 성당은 비잔티움 스타일로 건설되고 그리스에서 수입된 인테리어 가구를 구비하고 수백 명의 정교 신자, 필리핀인, 그리스 현지 공동체, 그리고 수도에 있는 외국인들을 대상으로 사목하고 있다.

## 같이 보기
- 한국 정교회
- 콘스탄티노폴리스 세계총대주교청
- 홍콩-동남아시아 정교회 수도 대교구